# Venezuela nos Jogos Pan-Americanos de 1999
A Venezuela competiu nos Jogos Pan-Americanos de 1999, em Winnipeg, no Canadá.